# Chính phủ Cameron lần thứ 2
David Cameron thành lập Chính phủ Cameron lần thứ 2 sau cuộc tổng tuyển cử ngày 7/5/2015. Trước cuộc tổng tuyển cử, Cameron lãnh đạo Chính phủ Cameron lần thứ 1, một chính phủ liên minh gồm thành viên của đảng Bảo thủ và đảng Dân chủ Tự do.

## Lịch sử
Ngày 8/5/2015 Thủ tướng Cameron công bố lựa chọn giữ nguyên chức vụ Bộ trưởng Tài chính, Nội vụ, Ngoại trưởng, và Quốc phòng lần lượt là George Osborne, Teresa May, Philip Hammond, Michael Fallon. George Osborne còn được chọn làm Quốc vụ khanh thứ nhất.
Sự lựa chọn cho các chức vụ Bộ trưởng khác đang được tiếp tục công bố trong tuần. 

## Nội các
| Bộ trưởng Nội các                                                               |                                                                      |
| Thủ tướng Quan Tài chính thứ nhất Bộ trưởng ngành công vụ                       | The Right HonourableThe Rt Hon. David Cameron Thành viên Nghị việnMP |
| Bộ trưởng Tài chính Quan Tài chính thứ 2 Quốc vụ khanh thứ nhất                 | The Rt Hon. George Osborne MP                                        |
| Bộ trưởng Ngoại giao Thư ký Nhà nước vấn đề đối ngoại và khối thịnh vượng chung | The Rt Hon. Philip Hammond MP                                        |
| Bộ trưởng Nội vụ Thư ký Nhà nước Nội vụ                                         | The Rt Hon. Theresa May MP                                           |
| Bộ trưởng Tư pháp Thư ký Nhà nước Tư pháp Đại Chưởng ấn                         | The Rt Hon. Michael Gove MP                                          |
| Bộ trưởng Quốc phòng Thư ký Nhà nước Quốc phòng                                 | The Rt Hon. Michael Fallon MP                                        |
| Bộ trưởng Kinh doanh, Đổi mới và kỹ năng Chủ tịch Hội đồng Thương mại           | The Rt Hon. Sajid Javid MP                                           |
| Bộ trưởng Lao động và hưu trí                                                   | The Rt Hon. Iain Duncan Smith MP                                     |
| Bộ trưởng Y tế                                                                  | The Rt Hon. Jeremy Hunt MP                                           |
| Bộ trưởng Cộng đồng và chính quyền địa phương                                   | The Rt Hon. Greg Clark MP                                            |
| Bộ trưởng Giáo dục Bộ trưởng Nữ giới và bình đẳng                               | The Rt Hon. Nicky Morgan MP                                          |
| Bộ trưởng Phát triển Quốc tế                                                    | The Rt Hon. Justine Greening MP                                      |
| Bộ trưởng Năng lượng và biến đổi khí hậu                                        | The Rt Hon. Amber Rudd MP                                            |
| Bộ trưởng Giao thông                                                            | The Rt Hon. Patrick McLoughlin MP                                    |
| Bộ trưởng Scotland                                                              | The Rt Hon. David Mundell MP                                         |
| Bộ trưởng Bắc Ireland                                                           | The Rt Hon. Theresa Villiers MP                                      |
| Bộ trưởng xứ Wales                                                              | The Rt Hon. Stephen Crabb MP                                         |
| Bộ trưởng Văn hóa, truyền thông và thể thao                                     | The Rt Hon. John Whittingdale OBE MPOBE                              |
| Bộ trưởng Môi trường, thực phẩm và Nông thôn                                    | The Rt Hon. Liz Truss MP                                             |
| Lãnh đạo Viện Thứ Dân Chủ tịch Hội đồng Cơ mật                                  | The Rt Hon. Chris Grayling MP                                        |
| Lãnh đạo Viện Quý tộc Quan giữ ấn                                               | The Rt Hon. Nữ nam tước Stowell của Beeston MBE PC                   |
| Thủ tướng Công quốc Lancaster                                                   | The Rt Hon. Oliver Letwin MP                                         |
| Cùng tham dự cuộc họp Nội các                                                   |                                                                      |
| Trưởng Ngân khố                                                                 | The Rt Hon. Greg Hands MP                                            |
| Phụ trách tổ chức Viện Thứ Dân Trưởng Ngân khố Nghị viện                        | The Rt Hon. Mark Harper MP                                           |
| Bộ trưởng Văn phòng Nội các Kiểm soát viên trưởng Tài chính Hoàng gia           | The Rt Hon. Matthew Hancock MP                                       |
| Tổng trưởng Kiểm sát                                                            | The Rt Hon. Jeremy Wright QC MP                                      |
| Bộ trưởng Nhà nước về việc làm                                                  | The Rt Hon. Priti Patel MP                                           |
| Bộ trưởng Nhà nước về vấn đề đối ngoại và thịnh vượng chung                     | The Rt Hon. Nữ bá tước Anelay của St John DBE PC                     |
| Bộ trưởng không chức danh                                                       | The Rt Hon. Robert Halfon MP                                         |
| Bộ trưởng Nhà nước Kinh doanh và cải tiến                                       | The Rt Hon. Anna Soubry MP                                           |

Ghi chú
The Rt. Hon. ngài, ngài tôn kính (danh hiệu dành cho Bộ trưởng Nội các và các huân tước)
MP viết tắt của từ Member of parliament (tức thành viên Nghị viện)
OBE Huân chương Đế quốc Anh hạng 4 (Huân chương có 5 hạng:GBE là hạng nhất, DBE hạng 2, CBE hạng 3, OBE hạng 4, và MBE hạng 5)
QC Luật sư của Nữ hoàng
PC Hội đồng Cơ mật Anh
DBE Huân chương Đế quốc Anh hạng 2

## Danh sách Bộ trưởng

### Thủ tướng và Nội các
|  | Bộ trưởng Viện Thứ Dân |  | Bộ trưởng Viện Quý tộc                   |
|  | Bảo thủ                |  | Bộ trưởng trong, hoặc dự, Nội các in đậm |

| Thủ tướng và Văn phòng Nội các | Thủ tướng và Văn phòng Nội các                                                                             | Thủ tướng và Văn phòng Nội các | Thủ tướng và Văn phòng Nội các  | Thủ tướng và Văn phòng Nội các |
| Chức danh                      | Chức danh                                                                                                  | Bộ trưởng                      | Bộ trưởng                       | Nhiệm kỳ                       |
| ------------------------------ | --- | ------------------------------ | ------------------------------- | ------------------------------ |
|                                | Thủ tướng Chính phủ Quan Tài chính thứ nhất Bộ trưởng ngành công vụ                                        |                                | The Rt Hon. David Cameron MP    | 2015-                          |
|                                | Chủ tịch Hội đồng Cơ mật (với trách nhiệm đặc biệt đối với việc cải cách chính trị và hiến pháp)           |                                | The Rt Hon. Chris Grayling MP   | 2015-                          |
|                                | Bộ trưởng Văn phòng Nội các Kiểm soát viên trưởng Tài chính Hoàng gia                                      |                                | The Rt Hon. Matthew Hancock MP  | 2015-                          |
|                                | Bộ trưởng Nhà nước về chính sách chính phủ Thủ tướng công quốc Lancaster (tư vấn chính sách cho Thủ tướng) |                                | The Rt Hon. Oliver Letwin MP    | 2015-                          |
|                                | Thư ký riêng của Nghị viện tới Thủ tướng                                                                   |                                | The Rt Hon. Gavin Williamson MP | 2015-                          |
|                                | Dưới Nghị viện-Thư ký Nhà nước các vấn đề dân sự xã hội                                                    |                                | Rob Wilson MP                   | 2015-                          |
|                                | Thư ký Nghị viện cho Văn phòng Nội các (không lương)                                                       |                                | John Penrose MP                 | 2015-                          |
|                                | Bộ trưởng không chức danh (kiêm Đồng chủ tịch Đảng Bảo thủ, chức vụ trong đảng chính trị)                  |                                | The Rt Hon. Robert Halfon MP    | 2015-                          |

### Ban Nhà nước
Danh sách này không đầy đủ, bạn cũng có thể giúp mở rộng danh sách.
| Kinh doanh, Đổi mới và kỹ năng | Kinh doanh, Đổi mới và kỹ năng                                           | Kinh doanh, Đổi mới và kỹ năng | Kinh doanh, Đổi mới và kỹ năng                                                                               | Kinh doanh, Đổi mới và kỹ năng |
| ------------------------------ | ------------------------------------------------------------------------ | ------------------------------ | --- | ------------------------------ |
|                                | Bộ trưởng Kinh doanh, Đổi mới và kỹ năng, Chủ tịch Hội đồng Thương mại   |                                | The Rt Hon. Sajid Javid MP                                                                                   | 2015-                          |
|                                | Bộ trưởng Nhà nước Kinh doanh và cải tiến                                |                                | The Rt Hon. Anna Soubry MP                                                                                   | 2015-                          |
|                                | Bộ trưởng Nhà nước về Đại học và khoa học                                |                                | Jo Johnson MP                                                                                                | 2015-                          |
|                                | Bộ trưởng Nhà nước về kỹ năng (cùng với Giáo dục)                        |                                | Nick Boles MP                                                                                                | 2015-                          |
|                                | Bộ trưởng Nhà nước Văn hóa và công nghiệp kỹ thuật số (cùng với văn hóa) |                                | The Hon. Ed Vaizey MP                                                                                        | 2015-                          |
|                                | Bộ trưởng Nhà nước đầu tư và thương mại (cùng với văn phòng đối ngoại)   |                                | The Rt Hon. Huân tước Maude PC                                                                               | 2015-                          |
|                                | Dưới Nghị viện-Thư ký Nhà nước về Khoa học cuộc sống (cùng với y tế)     |                                | George Freeman MP                                                                                            | 2015-                          |
|                                | Dưới Nghị viện-Thư ký Nhà nước sở hữu trí tuệ                            |                                | The Rt Hon. Nữ bá tước Neville-Rolfe Huân chương Đế quốc Anh (DBE) Huân chương St Michael và St George (CMG) | 2015                           |

| Quốc phòng | Quốc phòng                                                                          | Quốc phòng | Quốc phòng                                                                                           | Quốc phòng |
| ---------- | ----------------------------------------------------------------------------------- | ---------- | --- | ---------- |
|            | Bộ trưởng Quốc phòng                                                                |            | The Rt Hon. Michael Fallon MP                                                                        | 2015-      |
|            | Bộ trưởng Nhà nước mua sắm Quốc phòng                                               |            | Philip Dunne MP                                                                                      | 2015-      |
|            | Bộ trưởng Nhà nước các lực lượng vũ trang                                           |            | Penny Mordaunt MP                                                                                    | 2015-      |
|            | Bộ trưởng Nhà nước Quốc phòng                                                       |            | The Rt Hon. Bá tước Howe PC                                                                          | 2015-      |
|            | Dưới Nghị viện- Thư ký Nhà nước về nhân viên Quốc phòng, phúc lợi và cựu chiến binh |            | Trung tá Mark Lancaster Huy chương quân địa phương (TD) Huy chương ngành dự bị tình nguyện (VRSM) MP | 2015-      |
|            | Dưới Nghị viện-Thư ký Nhà nước quân dự bị                                           |            | Đại úy Julian Brazier TD MP                                                                          | 2015-      |

| Ban Quốc tế | Ban Quốc tế                                       | Ban Quốc tế | Ban Quốc tế                               | Ban Quốc tế |
| ----------- | ------------------------------------------------- | ----------- | ----------------------------------------- | ----------- |
|             | Bộ trưởng phát triển Quốc tế                      |             | The Rt Hon. Justine Greening MP           | 2015-       |
|             | Bộ trưởng Nhà nước phát triển quốc tế             |             | Thiếu tá The Rt Hon. Desmond Swayne TD MP | 2015-       |
|             | Bộ trưởng Nhà nước phát triển quốc tế             |             | The Rt Hon. Grant Shapps MP               | 2015-       |
|             | Dưới Nghị viện-Thư ký Nhà nước phát triển quốc tế |             | The Rt Hon. Nữ bá tước Verma PC           | 2015-       |

| Lao động và hưu trí | Lao động và hưu trí                               | Lao động và hưu trí | Lao động và hưu trí              | Lao động và hưu trí |
| ------------------- | ------------------------------------------------- | ------------------- | -------------------------------- | ------------------- |
|                     | Bộ trưởng Lao động và hưu trí                     |                     | The Rt Hon. Iain Duncan Smith MP | 2015-               |
|                     | Bộ trưởng Nhà nước về việc làm                    |                     | The Rt Hon. Priti Patel MP       | 2015-               |
|                     | Bộ trưởng Nhà nước cải thiện phúc lợi             |                     | The Rt Hon. Huân tước Freud PC   | 2015-               |
|                     | Bộ trường Nhà nước về hưu trí và bảo dưỡng trẻ em |                     | The Rt Hon. Nữ bá tước Altmann   | 2015-               |
|                     | Dưới Nghị viện-Thư ký Nhà nước về người tàn tật   |                     | Justin Tomlinson MP              | 2015-               |